# Raidujne, Peatîhatkî
Raidujne (în ucraineană Райдужне) este un sat în așezarea urbană Lîhivka din raionul Peatîhatkî, regiunea Dnipropetrovsk, Ucraina.

## Demografie
Componența lingvistică a localității Raidujne
     Ucraineană (93,32%)
     Rusă (4,9%)
     Alte limbi (0,41%)
Conform recensământului din 2001, majoritatea populației localității Raidujne era vorbitoare de ucraineană (93,32%), existând în minoritate și vorbitori de rusă (4,9%).